# Кирога, Марсело
Марсело Кирога Санта-Крус (исп. Marcelo Quiroga Santa Cruz; 13 марта 1931 — 17 июля 1980) — боливийский писатель

, драматург, журналист, публицист, профессор университета и политический деятель социалистического толка. В 1964 году Марсело получил Американскую литературную премия ПЕН-клуба/Фолкнера в области художественной литературы за свой роман Los Deshabitados.

## Биография

### Ранние годы и семья
Марсело Кирога Санта-Крус был четвертым из пяти детей Елены Санта-Крус и Хосе Антонио Кироги, который был депутатом от Истинно-республиканской партии и министром в правительстве Даниэля Саламанки, пока не оставил политику, разочаровавшись после падения своего президента.
Марсело Кирога прошёл военную службу в 1949 году и стал свидетелем народной мобилизации во время гражданской войны, вызванной восстанием Националистического революционного движения. В 1950 году он отправился в Сантьяго, чтобы изучать юриспруденцию в Чилийском университете. Два года спустя он вернулся в Боливию и продолжил изучение права, философии и литературы в Университете Сан-Андрес в Кочабамбе. Он совмещает политическую и литературную деятельность: вместе с Серхио Альмарасом он организовывает движение за прекращение войны в Корее и основывает еженедельник Pro Arte.
Но перед апрельской революцией семья уехала в изгнание в Чили, где Марсело взялся за изучение театральной режиссуры и участвовал в качестве делегата от Боливии в Континентальном конгрессе культуры. Кирога женился на Марии Кристине Триго в 1954 году. Она родила их детей — дочь Марию Соледад и сына Пабло Родриго — в 1957 в Сантьяго и Сальте (Аргентина) в 1959 году соответственно. Когда он вместе с другом детства, художником Энрике Арналом, отправился на корабле в Европу, у него случился приступ аппендицита и пришлось делать операцию на корабле. Столкнувшись с трудностями в Париже, где он планировал обосноваться, Кирога через несколько месяцев вернулся в Боливию.

### Политическая деятельность

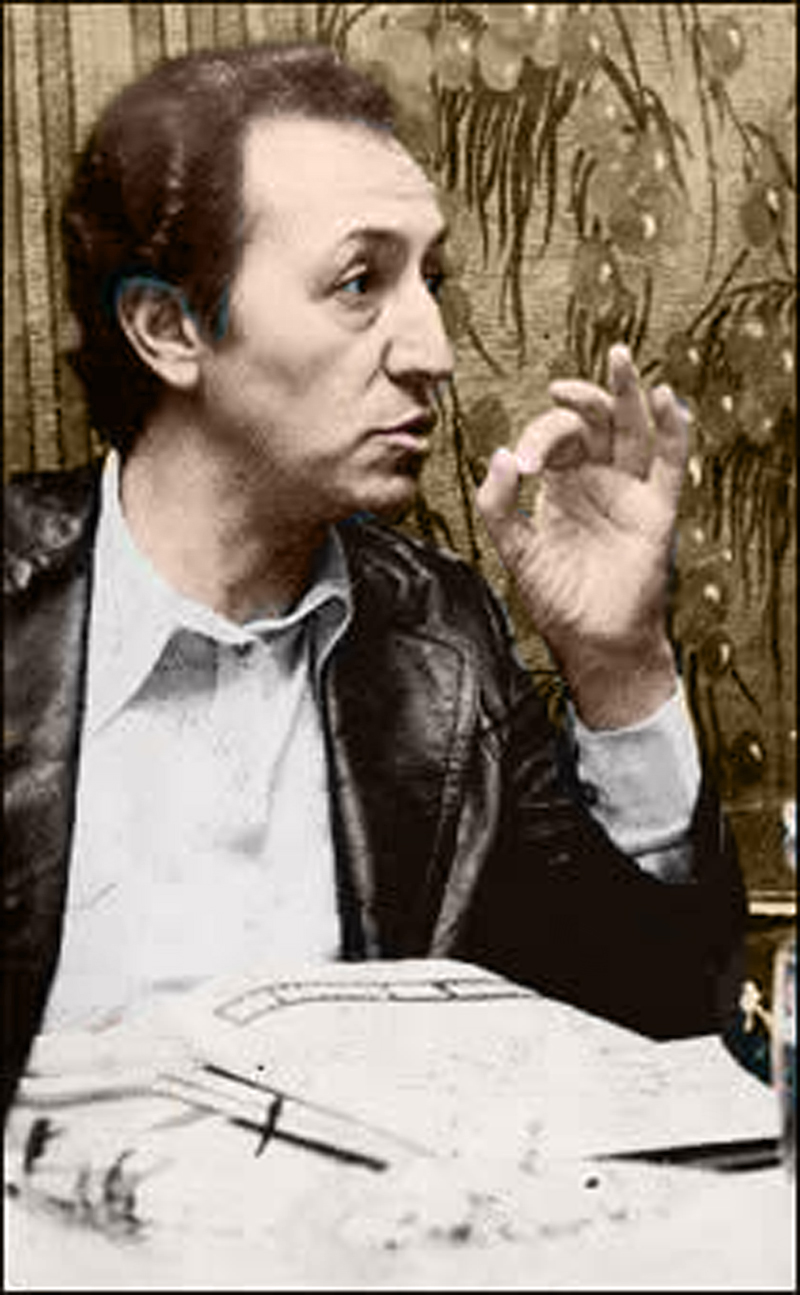

В 1966 году он был избран депутатом от Кочабамбы в качестве независимого кандидата от Христианско-демократического сообщества, состоящего из Христианско-демократической партии и Боливийской социалистической фаланги. Его парламентская деятельность по осуждению правящего режима генерала Рене Баррьентоса (1964-69) и в частности «резни Сан-Хуана», в ходе которой десятки несогласных шахтеров были убиты военными Боливии на шахте «Сигло ХХ» в канун дня святого Иоанна 1967 года, вызвала преследования со стороны властей. На него совершались покушения, его дом взрывали, наконец, парламентарий был брошен в тюрьму.
При новом президенте Альфредо Овандо Кандиа, который позиционировался как левонационалистический популист, стремящийся провести серьезные структурные реформы, в 1969 году Кирога и ещё ряд молодых интеллектуалов были введены в кабинет. Марсело Кирога, преподававший в университете политологию и политэкономию, был назначен министром горнодобывающей и нефтяной промышленности (а затем министром энергетики и углеводородов). Он рекомендовал, а затем осуществил вызывающую споры национализацию боливийских концернов американской компании Gulf Oil. Это сделало его своего рода национальной знаменитостью, но и нажило ему врагов.
Марсело Кирога ушел в отставку со своего поста министра в мае 1970 года после того, как Овандо повернул вправо. Вытесненный из правительства Овандо консервативными военными офицерами, считавшими его своим врагом, Кирога в 1971 году вместе с группой левой интеллигенции и профсоюзных лидеров основал Социалистическую партию, в которой он стал первым секретарём.
Кирога пытался бороться против военного переворота генерала Уго Бансера, но после поражения и установления многолетней диктатуры (1971-78) он отправился в политическую эмиграцию сначала в Чили, а затем в Аргентину (где преподавал в Университете Буэнос-Айреса) и в Мексику (где с 1975 года стал штатным профессором Национальный автономный университет Мексики, а также регулярным комментатором в местных газетах). Он был основателем Постоянного семинара для Латинской Америки (Мексика, 1976), участвовал во многих международных научных и научно-практических симпозиумах и на других континентах: в Париже (1976), в Вашингтоне (1977) и в Югославии (1979).
В 1977 году он тайно вернулся в Боливию, чтобы возобновить руководство Социалистической партией, которая оставалась в подполье в течение долгих лет режима Уго Бансера и после расколов приняла название Социалистическая партия-1 (PS-1). После падения диктатуры он был избран в парламент, где возглавил попытку предать Бансера за совершённые им преступления суду по обвинению в массовых нарушениях прав человека и бесхозяйственности.
Кирога был кандидатом в президенты республики на выборах 1978 года (набрал 0,7 % голосов), 1979 года (4,82 %) и 1980 года (8,71 %). Он особенно преуспел в последней избирательной гонке, когда финишировал четвертым, набрав вдвое больше голосов, чем на предыдущих выборах. Он явно был на подъеме и, по сути, стал самым заметным и популярным представителем левых социалистов.

### Убийство и наследие
Ранним утром 17 июля 1980 года во время «кокаинового переворота», возглавлявшегося генералом Луисом Гарсиа Месой, Кирога был похищен и впоследствии зверски убит. Это произошло во время штурма боевиками штаб-квартиры профобъединения Боливийский рабочий центр, где Кирога принимал участие во встрече, на которой обсуждались способы противодействия перевороту. Сдавшись нападавшим, он был расстрелян на месте.
В 1986 году Гарсиа Меса, министр внутренних дел Луис Арсе Гомес и их подручные в ходе судебных процессов были признаны виновными в убийствах Кироги и других политических оппонентов. Гарсиа Меса был экстрадирован из Бразилии в 1995 году и находился в заключении до своей смерти в апреле 2018 года. В посмертно опубликованном письме он отрицал свою ответственность за смерть Кироги и многие другие преступления своего режима, возлагая её исключительно на своего соратника Арсе Гомеса.
Останки Кироги так и не были обнаружены. В 2010 году жена Кироги Мария Кристина Триго подала иск в Межамериканскую комиссию по правам человека против правительства Боливии из-за его нежелания установить их местонахождение.
Одаренный оратор и бескомпромиссный идеалист, Кирога почитается в Боливии как один из мучеников антиавторитарной и продемократической борьбы 1970-х годов.